# Гришанов (посёлок)
Гришанов — опустевший поселок в Суражском районе Брянской области в составе Кулажского сельского поселения.

## География
Находится в северо-западной части Брянской области на расстоянии приблизительно 13 км на юг по прямой от районного центра города Сураж.

## История
Известен был с 1920-х годов. На карте 1941 года отмечен как Гришенков с 18 дворами. 

## Население
100 человек (1926), 8 человек (2002), 4 человек (2010), 0 человек (2020).